# Copa do Nordeste de Futebol de 2025
A Copa do Nordeste de Futebol de 2025 (também Copa do Nordeste Superbet de 2025 por motivo de patrocínio) é a 22.ª edição desta competição futebolística organizada pela Liga do Nordeste, em parceria com a CBF. Iniciada em 4 de janeiro, com os confrontos das fases qualificatórias, tem previsão de fim para 7 de setembro.
O atual campeão e defensor do título é o Fortaleza que, nessa edição, busca seu quarto título.
Ao contrário dos anos anteriores, o regulamento não prevê reserva de vaga na terceira fase da Copa do Brasil de 2026 para o campeão, apesar da CBF ter garantido a manutenção da vaga ao campeão após reformulação da competição. Além disso, a fase de grupos passa a prever confrontos entre equipes do próprio grupo, substituindo o formato utilizado desde a edição de 2019, em que as equipes enfrentavam apenas aquelas do grupo oposto.

## Regulamento
A Copa do Nordeste se subdivide em dois torneios, segundos os regulamentos oficiais da CBF, a saber: um torneio eliminatório prévio, apelidado de "Pré-Copa do Nordeste" (oficialmente, Eliminatória da Copa do Nordeste 2025), com 2 fases; e a Copa do Nordeste propriamente dita, esta disputada em quatro fases, a saber: Fase de Grupos, Quartas de Final, Semifinal e Final.

### Pré-Copa do Nordeste
Na primeira fase, as 16 equipes participantes foram dividas em 8 grupos de 2 equipes cada de acordo com o Ranking da CBF de 2024, com cada uma enfrentando a outra de seu grupo em jogo único, com mando da equipe melhor ranqueada. Em cada grupo, a equipe vencedora se classifica para a Segunda Fase, com os empates sendo resolvidos em disputa de pênaltis.
A definição dos confrontos foi feita com base nas posições das equipes no Ranking da CBF, em "cruzamento olímpico", do seguinte modo:
- Jogo 1 – 1º melhor ranqueado x 16º melhor ranqueado
- Jogo 2 – 2º melhor ranqueado x 15º melhor ranqueado
- Jogo 3 – 3º melhor ranqueado x 14º melhor ranqueado
- Jogo 4 – 4º melhor ranqueado x 13º melhor ranqueado
- Jogo 5 – 5º melhor ranqueado x 12º melhor ranqueado
- Jogo 6 – 6º melhor ranqueado x 11º melhor ranqueado
- Jogo 7 – 7º melhor ranqueado x 10º melhor ranqueado
- Jogo 8 – 8º melhor ranqueado x 9º melhor ranqueado

Na segunda fase, as 8 equipes classificadas da primeira fase foram divididas em 4 grupos de 2 equipes cada, com cada uma enfrentando a outra de seu grupo em jogo único, com mando da equipe melhor ranqueada. Em cada grupo, a equipe vencedora se classifica para a Copa do Nordeste propriamente dita, com os empates sendo resolvidos em disputa de pênaltis.
A definição dos confrontos também foi feita com base nas posições das equipes no Ranking da CBF das equipes classificadas, novamente em "cruzamento olímpico", do seguinte modo:
- Jogo 9 – 1º melhor ranqueado x 8º melhor ranqueado
- Jogo 10 – 2º melhor ranqueado x 7º melhor ranqueado
- Jogo 11 – 3º melhor ranqueado x 6º melhor ranqueado
- Jogo 12 – 4º melhor ranqueado x 5º melhor ranqueado

### Copa do Nordeste
Na fase de grupos, as 16 equipes participantes foram divididas em 2 grupos (denominados A e B) de 8 equipes cada. Cada equipe enfrenta as outras do próprio grupo, em turno único, totalizando 7 rodadas. Ao final, as 4 equipes mais bem posicionadas em cada grupo se classificam para a fase seguinte.
Em caso de empate na pontuação final, o desempate é feito aplicando sucessivamente os seguintes critérios:
1. Maior número de vitórias;
2. Maior saldo de gols;
3. Maior número de gols pró;
4. Menor número de cartões vermelhos recebidos;
5. Menor número de cartões amarelos recebidos;
6. Sorteio.

Nas quartas de final, as 8 equipes classificadas foram divididas em 4 grupos de 2 equipes cada. Cada equipe enfrenta a outra do próprio grupo, em jogo único, com mando de campo para a equipe tenha terminado em 1º ou 2º lugar de seu grupo na fase anterior. Em cada grupo, o vencedor se classifica para a semifinal, com os empates sendo resolvidos em disputa de pênaltis.
A definição dos confrontos foi feita com base nas posições finais dos clubes na fase de grupos, do seguinte modo:
- Grupo C – 1º do Grupo A x 4º do Grupo B
- Grupo D – 2º do Grupo A x 3º do Grupo B
- Grupo E – 1º do Grupo B x 4º do Grupo A
- Grupo F – 2º do Grupo B x 3º do Grupo A

Na semifinal, as 4 equipes classificadas foram divididas em 2 grupos de 2 equipes cada. Cada equipe enfrenta a outra do próprio grupo, em jogo único, com mando de campo para a equipe de melhor campanha, considerando as partidas disputadas na fase de grupos e nas quartas de final. Em cada grupo, o vencedor se classifica para a final, com os empates sendo resolvidos em disputa de pênaltis.
A definição dos confrontos foi feita com base em chaveamento pré-definido, a saber:
- Grupo G – Vencedor Grupo C x Vencedor Grupo F
- Grupo H – Vencedor Grupo D x Vencedor Grupo E

Na final, as 2 equipes classificadas foram colocadas em grupo único. As equipes se enfrentam em duas partidas, com mando de campo da partida de volta para a equipe de melhor campanha, considerando as partidas disputadas na fase de grupos, quartas de final e semifinal. Ao final da partida de volta, a equipe com mais pontos somados nesta fase é considerada campeã do torneio.
Em caso de empate em pontos ganhos ao final da partida de volta, o desempate é feito aplicando sucessivamente os seguintes critérios:
1. Maior saldo de gols nesta fase;
2. Disputa de pênaltis.

## Vagas por federação
| Pos. | Pos. | Federações          | Pontos | Vagas  | Vagas    |
| Pos. | Pos. | Federações          | Pontos | Grupos | Pré-Copa |
| ---- | ---- | ------------------- | ------ | ------ | -------- |
| 1    | 6    | Ceará               | 27 956 | 2      | 2        |
| 2    | 9    | Bahia               | 20 427 | 2      | 2        |
| 3    | 10   | Pernambuco          | 13 898 | 2      | 2        |
| 4    | 11   | Alagoas             | 11 743 | 1      | 2        |
| 5    | 14   | Maranhão            | 7 389  | 1      | 2        |
| 6    | 15   | Rio Grande do Norte | 6 663  | 1      | 2        |
| 7    | 16   | Paraíba             | 5 631  | 1      | 2        |
| 8    | 18   | Sergipe             | 4 716  | 1      | 1        |
| 9    | 19   | Piauí               | 4 270  | 1      | 1        |

## Equipes classificadas

### Fase preliminar
Há 2 critérios para classificação para a Pré-Copa do Nordeste:
- Critério 1 (9 vagas): equipe mais bem posicionada no Ranking da CBF 2024 de cada um dos estados do nordeste, excluindo aquelas classificadas para a fase de grupos ou que não tenham disputado a primeira divisão estadual em 2024.
- Critério 2 (7 vagas): equipe mais bem classificada em cada um dos campeonatos estaduais de 2024 das 7 melhores federações nordestinas no Ranking da CBF 2024 (todas exceto Sergipe e Piauí), excluindo aquelas classificadas para a fase de grupos ou pelo critério 1.

Os vencedores de cada um dos quatro confrontos da segunda fase estarão classificados para a Fase de Grupos.
| UF                  | Equipe              | Cidade         | Critério de classificação | Ranking da CBF | Estádio             | Capacidade | Títulos        |
| ------------------- | ------------------- | -------------- | ------------------------- | -------------- | ------------------- | ---------- | -------------- |
| Alagoas             | CSA                 | Maceió         | Critério 1                | 31º            | Rei Pelé            | 17 126     | 0 (não possui) |
| Alagoas             | ASA                 | Arapiraca      | Critério 2                | 83º            | Fumeirão            | 15 000     | 0 (não possui) |
| Bahia               | Juazeirense         | Juazeiro       | Critério 1                | 63º            | Adautão             | 8 000      | 0 (não possui) |
| Bahia               | Barcelona de Ilhéus | Ilhéus         | Critério 2                | –              | Mário Pessoa        | 10 000     | 0 (não possui) |
| Ceará               | Ferroviário         | Fortaleza      | Critério 1                | 53º            | Arena Castelão      | 63 903     | 0 (não possui) |
| Ceará               | Maracanã-CE         | Maracanaú      | Critério 2                | –              | Almir Dutra         | 18 000     | 0 (não possui) |
| Maranhão            | Moto Club           | São Luís       | Critério 1                | 86º            | Castelão            | 40 149     | 0 (não possui) |
| Maranhão            | Maranhão            | São Luís       | Critério 2                | 135º           | Castelão            | 40 149     | 0 (não possui) |
| Paraíba             | Botafogo-PB         | João Pessoa    | Critério 1                | 54º            | Almeidão            | 25 770     | 0 (não possui) |
| Paraíba             | Treze               | Campina Grande | Critério 2                | 107º           | Amigão              | 23 000     | 0 (não possui) |
| Pernambuco          | Santa Cruz          | Recife         | Critério 1                | 58º            | Arruda              | 60 044     | 1 (2016)       |
| Pernambuco          | Retrô               | Camaragibe     | Critério 2                | 73º            | Arena de Pernambuco | 45 010     | 0 (não possui) |
| Piauí               | Fluminense-PI       | Teresina       | Critério 1                | 91º            | Albertão            | 52 300     | 0 (não possui) |
| Rio Grande do Norte | ABC                 | Natal          | Critério 1                | 40º            | Frasqueirão         | 15 640     | 0 (não possui) |
| Rio Grande do Norte | Santa Cruz de Natal | Natal          | Critério 2                | 217º           | Arena das Dunas     | 31 375     | 0 (não possui) |
| Sergipe             | Sergipe             | Aracaju        | Critério 1                | 82º            | Batistão            | 15 575     | 0 (não possui) |

### Fase de grupos
Há 2 critérios para classificação direta à fase de grupos da Copa do Nordeste:
- Critério 1 (9 vagas): equipe campeã em cada um dos campeonatos estaduais de 2024 no Nordeste.
- Critério 2 (3 vagas): equipe mais bem posicionada no Ranking da CBF 2024 de cada uma das 3 melhores federações nordestinas no Ranking (Ceará, Bahia e Pernambuco), excluindo aquelas classificadas pelo critério 1 ou que não tenham disputado a primeira divisão estadual em 2024.

| UF                  | Equipe           | Cidade    | Critério de Classificação | Ranking da CBF | Estádio             | Capacidade | Títulos                    |
| ------------------- | ---------------- | --------- | ------------------------- | -------------- | ------------------- | ---------- | -------------------------- |
| Alagoas             | CRB              | Maceió    | Critério 1                | 26º            | Rei Pelé            | 17 126     | 0 (não possui)             |
| Bahia               | Vitória          | Salvador  | Critério 1                | 28º            | Barradão            | 35 000     | 4 (1997, 1999, 2003, 2010) |
| Bahia               | Bahia            | Salvador  | Critério 2                | 13º            | Arena Fonte Nova    | 50 025     | 4 (2001, 2002, 2017, 2021) |
| Ceará               | Ceará            | Fortaleza | Critério 1                | 18º            | Arena Castelão      | 63 903     | 3 (2015, 2020, 2023)       |
| Ceará               | Fortaleza        | Fortaleza | Critério 2                | 9º             | Arena Castelão      | 63 903     | 3 (2019, 2022, 2024)       |
| Maranhão            | Sampaio Corrêa   | São Luís  | Critério 1                | 33°            | Castelão            | 40 149     | 1 (2018)                   |
| Paraíba             | Sousa            | Sousa     | Critério 1                | 90º            | Marizão             | 5 400      | 0 (não possui)             |
| Pernambuco          | Sport            | Recife    | Critério 1                | 24º            | Arena de Pernambuco | 45 012     | 3 (1994, 2000, 2014)       |
| Pernambuco          | Náutico          | Recife    | Critério 2                | 38º            | Aflitos             | 20 000     | 0 (não possui)             |
| Piauí               | Altos            | Altos     | Critério 1                | 56º            | Lindolfo Monteiro   | 5 114      | 0 (não possui)             |
| Rio Grande do Norte | América de Natal | Natal     | Critério 1                | 58º            | Arena das Dunas     | 32 000     | 1 (1998)                   |
| Sergipe             | Confiança        | Aracaju   | Critério 1                | 51º            | Batistão            | 15 575     | 0 (não possui)             |

## Calendário
A tabela básica da fase preliminar foi publicada em 22 de novembro de 2024, enquanto a do restante do campeonato, em 10 de dezembro de 2024. Compreende as seguintes datas:
| Fase             | Ida                        | Volta                      |
| ---------------- | -------------------------- | -------------------------- |
| Primeira fase    | 4–5 de janeiro             | 4–5 de janeiro             |
| Segunda fase     | 8 de janeiro               | 8 de janeiro               |
| Fase de grupos   | 21 de janeiro a 7 de junho | 21 de janeiro a 7 de junho |
| Quartas de final | 8 e 9 de julho             | 8 e 9 de julho             |
| Semifinais       | 20 de agosto               | 20 de agosto               |
| Final            | 3 de setembro              | 7 de setembro              |

## Pré-Copa do Nordeste

### Primeira fase
Em itálico, as equipes que possuem o mando de campo no confronto e em negrito as equipes classificadas.
| Equipe 1    | Resultado   | Equipe 2            |
| ----------- | ----------- | ------------------- |
| CSA         | 1–0         | Barcelona de Ilhéus |
| ABC         | 0–0 (4−5 p) | Maracanã-CE         |
| Ferroviário | 0–0 (7−6 p) | Santa Cruz de Natal |
| Botafogo-PB | 1–0         | Maranhão            |
| Santa Cruz  | 1–2         | Treze               |
| Juazeirense | 3–3 (5−4 p) | Fluminense-PI       |
| Retrô       | 1–1 (5−6 p) | Moto Club           |
| Sergipe     | 0–2         | ASA                 |

Confrontos detalhados
| 4 de janeiro | CSA                     | 1 – 0          | Barcelona de Ilhéus | Maceió, AL                                                                |  |
| 16:00        | Guilherme Cachoeira 11' | Súmula Borderô |                     | Estádio: Rei Pelé Público: 4 287 Árbitro: PB Afro Rocha de Carvalho Filho |  |

| 4 de janeiro | Santa Cruz     | 1 – 2          | Treze                 | Recife, PE                                                              |  |
| 16:00        | Thiaguinho 55' | Súmula Borderô | Wandson 33' · Van 69' | Estádio: Arruda Público: 19 518 Árbitro: PI Antônio Dib Moraes de Sousa |  |

| 4 de janeiro                                                   | Juazeirense                                                  | 3 – 3 (5 – 4 pen.)                                          | Fluminense-PI                                           | Juazeiro, BA                                                         |  |
| 16:00                                                          | Guilherme Silveira 11' · Adelvan 36' · Tatá Baiano 65' (pen) | Súmula Borderô                                              | Gabriel Vieira 6' · Romarinho 29' · João Sala 84' (pen) | Estádio: Adautão Público: 345 Árbitro: AL Márcio dos Santos Oliveira |  |
|                                                                |                                                              | Penalidades                                                 |                                                         |                                                                      |  |
| Zé Oliveira Elivélton Bruno Oliveira Tatá Baiano Júnior Santos |                                                              | João Sala Everton Vitor Fatel Gabriel Biloca Gabriel Vieira |                                                         |                                                                      |  |

| 4 de janeiro | Sergipe | 0 – 2          | ASA                            | Aracaju, SE                                                                 |  |
| 16:00        |         | Súmula Borderô | Thiago Alagoano 30' (pen), 44' | Estádio: Arena Batistão Público: 2 073 Árbitro: CE Marcelo de Lima Henrique |  |

| 4 de janeiro                                       | ABC | 0 – 0 (4 – 5 pen.)                                                  | Maracanã-CE | Natal, RN                                                            |  |
| 19:30                                              |     | Súmula Borderô                                                      |             | Estádio: Frasqueirão Público: 5 452 Árbitro: MA Wallas Martins Lopes |  |
|                                                    |     | Penalidades                                                         |             |                                                                      |  |
| Wallyson Bismark Adeílson Maranhão Robinho Emanuel |     | Jair Berlitz Wendel Willian Fazendinha Vinícius Canindé Davi Torres |             |                                                                      |  |

| 4 de janeiro                                                              | Ferroviário | 0 – 0 (7 – 6 pen.)                                                                                  | Santa Cruz de Natal | Fortaleza, CE                                                                        |  |
| 19:30                                                                     |             | Súmula Borderô                                                                                      |                     | Estádio: Presidente Vargas Público: 1 343 Árbitro: SE Marcel Phillipe Santos Martins |  |
|                                                                           |             | Penalidades                                                                                         |                     |                                                                                      |  |
| Janeudo Gharib Pablo Alves João Cubas Ciel Allanzinho Wesley Junio Jeffão |             | Bebeto Felipinho Pedro Teixeira Diego Costa Ewerton Potiguar Tiago Bettim David Lopes Moisés Matias |                     |                                                                                      |  |

| 4 de janeiro | Botafogo-PB     | 1 – 0          | Maranhão | João Pessoa, PB                                                        |  |
| 19:30        | Igor Maduro 69' | Súmula Borderô |          | Estádio: Almeidão Público: 2 243 Árbitro: BA Bruno Pereira Vasconcelos |  |

| 4 de janeiro                                                                                              | Retrô       | 1 – 1 (5 – 6 pen.) | Moto Club        | São Lourenço da Mata, PE                                                               |  |
| 19:30 | Mascote 30' | Súmula Borderô | Danilo Pires 57' | Estádio: Arena de Pernambuco Público: 19 Árbitro: RN José Magno Teixeira do Nascimento |  |
| |             | Penalidades |                  |                                                                                        |  |
| Mascote Samuel Granada Fernandinho Richard Franco Gedeílson Luiz Henrique Ericson Rayan Ribeiro Claudinho |             | Matheus Silva Wesley Danilo Pires Gustavo Rodrigues Lucas Lopeu Luís Gustavo Warllem Mateus Vítor Carvalho Allan Thiago |                  |                                                                                        |  |

### Segunda fase
Em itálico, as equipes que possuem o mando de campo no confronto e em negrito as equipes classificadas.| Equipe 1    | Resultado   | Equipe 2    |
| ----------- | ----------- | ----------- |
| CSA         | 1–0         | Maracanã-CE |
| Ferroviário | 2−0         | Treze       |
| Botafogo-PB | 0–1         | Moto Club   |
| Juazeirense | 0–0 (4−3 p) | ASA         |
Confrontos detalhados
| 8 de janeiro | Ferroviário                | 2 – 0          | Treze | Fortaleza, CE                                                                                |  |
| 16:00        | Allanzinho 61' · Kiuan 87' | Súmula Borderô |       | Estádio: Presidente Vargas Público: 1 130 Árbitro: PE Paulo Belence Alves dos Prazeres Filho |  |

| 8 de janeiro                                                      | Juazeirense | 0 – 0 (4 – 3 pen.)                                                         | ASA | Juazeiro, BA                                                                    |  |
| 16:00                                                             |             | Súmula Borderô                                                             |     | Estádio: Adautão Público: 434 Árbitro: CE Raimundo Rodrigues de Oliveira Júnior |  |
|                                                                   |             | Penalidades                                                                |     |                                                                                 |  |
| Zé Oliveira Clébson Tatá Baiano Bino Júnior Santos Bruno Oliveira |             | Mateus França Carlos Santos Uelber Fabrício Bigode Thiago Gabriel Paulinho |     |                                                                                 |  |

| 8 de janeiro | CSA            | 1 – 0          | Maracanã-CE | Maceió, AL                                                          |  |
| 20:00        | Igor Bahia 48' | Súmula Borderô |             | Estádio: Rei Pelé Público: 3 924 Árbitro: PE Nairon Pereira de Lira |  |

| 8 de janeiro | Botafogo-PB | 0 – 1          | Moto Club     | João Pessoa, PB                                                           |  |
| 20:00        |             | Súmula Borderô | Danilinho 58' | Estádio: Almeidão Público: 2 352 Árbitro: AL Rafael Carlos Salgueiro Lima |  |

## Fase de grupos

### Sorteio
O sorteio da fase de grupos foi realizado em 14 de janeiro de 2025, às 20h, no Rio de Janeiro. As equipes foram divididas em quatro potes, de acordo com a posição no Ranking Nacional de Clubes de 2024. O sorteio acontecerá por potes, onde todos os clubes daquele pote serão sorteados, sendo o primeiro sorteado para o Grupo A e o segundo para o Grupo B, e assim por diante, com a exceção de Fortaleza e Ceará; e CRB e CSA que devem, independente do sorteio, estar em grupos alternados. Após o sorteio do Pote 1, os demais potes serão sorteados respeitando a premissa de que clubes das federações com dois clubes classificados (Alagoas, Maranhão e Pernambuco) não podem ser alocados no mesmo grupo. No caso do estado de Bahia e Ceará, que contam com três representantes nesta fase cada, Bahia e Vitória; e Ceará e Fortaleza, por serem os melhores ranqueados, não podem estar no mesmo grupo, enquanto Juazeirense e Ferroviário não apresentam bloqueio de sorteio, assim como os estados com apenas um representante (Paraíba, Piauí, Rio Grande do Norte e Sergipe).

#### Potes para sorteio
| Pote 1                                                     | Pote 2                                                         | Pote 3                                                              | Pote 4                                                                       |
| ---------------------------------------------------------- | -------------------------------------------------------------- | ------------------------------------------------------------------- | ---------------------------------------------------------------------------- |
| - Fortaleza (9º) - Bahia (13º) - Ceará (18º) - Sport (24º) | - CRB (26º) - Vitória (28º) - CSA (31º) - Sampaio Corrêa (33º) | - Náutico (38º) - Confiança (52º) - Ferroviário (53º) - Altos (56°) | - América de Natal (58º) - Juazeirense (63º) - Moto Club (86º) - Sousa (90º) |

### Grupo A
| Pos | Equipe      | Pts | J | V | E | D | GP | GC | SG | Classificado |     | VIT | SPT | FAC | FOR | CRB | ALT | MOT | SOU |
| --- | ----------- | --- | - | - | - | - | -- | -- | -- | ------------ | --- | --- | --- | --- | --- | --- | --- | --- | --- |
| 1   | Vitória     | 15  | 7 | 4 | 3 | 0 | 10 | 6  | +4 | Fase final   |     | —   | 1–0 | 2–1 |     |     | 1–1 |     | 1–0 |
| 2   | Sport       | 12  | 7 | 4 | 0 | 3 | 11 | 7  | +4 | Fase final   |     |     | —   |     | 0–2 | 2–1 | 0–1 | 5–0 |     |
| 3   | Ferroviário | 10  | 7 | 3 | 1 | 3 | 8  | 10 | −2 | Fase final   |     |     | 1–2 | —   |     |     | 1–0 |     | 2–0 |
| 4   | Fortaleza   | 9   | 7 | 3 | 0 | 4 | 11 | 7  | +4 | Fase final   |     | 1–2 |     | 4–0 | —   | 0–1 |     | 2–0 |     |
| 5   | CRB         | 9   | 7 | 2 | 3 | 2 | 12 | 10 | +2 |              |     | 2–2 |     | 1–2 |     | —   |     | 2–2 | 4–1 |
| 6   | Altos       | 9   | 7 | 2 | 3 | 2 | 7  | 7  | 0  |              |     |     |     | 2–1 | 1–1 | —   | 1–1 |     |     |
| 7   | Moto Club   | 7   | 7 | 1 | 4 | 2 | 8  | 13 | −5 |              | 1–1 |     | 1–1 |     |     |     | —   | 3–1 |     |
| 8   | Sousa       | 6   | 7 | 2 | 0 | 5 | 7  | 14 | −7 |              |     | 1–2 |     | 2–1 |     | 2–1 |     | —   |     |

### Confrontos
Rodada 1
| 22 de janeiro | Ferroviário    | 1 – 2          | Sport                                      | Fortaleza, CE                                                                             |  |
| 21:30         | João Vitor 64' | Súmula Borderô | Gustavo Maia 62' · Matheus Alexandre 90+4' | Estádio: Presidente Vargas Público: 1 128 Árbitro: RN Leonílson Fernandes Trigueiro Filho |  |

| 22 de janeiro | CRB                                 | 2 – 2          | Vitória                   | Maceió, AL                                                                  |  |
| 21:30         | Anselmo Ramon 10' · Léo Pereira 60' | Súmula Borderô | Janderson 38' · Neris 67' | Estádio: Rei Pelé Público: 3 862 Árbitro: SE Fábio Augusto Santos Sá Júnior |  |

| 23 de janeiro | Sousa                            | 2 – 1          | Altos       | Sousa, PB                                                                       |  |
| 19:00         | Diego Ceará 14' · Elielton 45+4' | Súmula Borderô | Alberte 10' | Estádio: Marizão Público: 1 162 Árbitro: RN Leonílson Fernandes Trigueiro Filho |  |

| 23 de janeiro | Fortaleza                                       | 2 – 0          | Moto Club | Fortaleza, CE                                                                  |  |
| 19:00         | Juan Martín Lucero 30' (pen) · Yago Pikachu 79' | Súmula Borderô |           | Estádio: Presidente Vargas Público: 13 883 Árbitro: PI Jardiel da Rocha Soares |  |

Rodada 2
| 4 de fevereiro | Sport | 0 – 2          | Fortaleza                      | Recife, PE                                                                       |  |
| 21:30          |       | Súmula Borderô | Moisés 50' · Breno Lopes 90+2' | Estádio: Ilha do Retiro Público: 10 590 Árbitro: AL Rafael Carlos Salgueiro Lima |  |

| 4 de fevereiro | Vitória       | 1 – 0          | Sousa | Salvador, BA                                                                        |  |
| 21:30          | Janderson 45' | Súmula Borderô |       | Estádio: Barradão Público: 8 270 Árbitro: PE Michelangelo Martins de Almeida Júnior |  |

| 5 de fevereiro | Moto Club      | 1 – 1          | Ferroviário       | São Luís, MA                                                            |  |
| 21:30          | Luis Lipek 45' | Súmula Borderô | Kauê Leonardo 79' | Estádio: Castelão Público: 194 Árbitro: BA Wagner Francisco Silva Souza |  |

| 5 de fevereiro | Altos          | 1 – 1          | CRB               | Teresina, PI                                                    |  |
| 21:30          | Lucas Reis 69' | Súmula Borderô | Mateus Pureza 83' | Estádio: Albertão Público: 157 Árbitro: MA Wallas Martins Lopes |  |

Rodada 3
| 11 de fevereiro | Vitória                                     | 2 – 1          | Ferroviário    | Salvador, BA                                                              |  |
| 19:00           | Gabriel Baralhas 20' · Gustavo Mosquito 70' | Súmula Borderô | Allanzinho 78' | Estádio: Barradão Público: 10 171 Árbitro: PI Antonio Dib Moraes de Sousa |  |

| 11 de fevereiro | CRB                                     | 2 – 2          | Moto Club                       | Maceió, AL                                                            |  |
| 19:00           | Anselmo Ramon 21' · Vinicius Barata 75' | Súmula Borderô | Danilinho 5' · Luís Gustavo 82' | Estádio: Rei Pelé Público: 2 506 Árbitro: PE José Woshington da Silva |  |

| 11 de fevereiro | Altos                         | 2 – 1          | Fortaleza      | Teresina, PI                                                     |  |
| 21:30           | Lucas Reis 69' · Rodrigão 77' | Súmula Borderô | Zé Welison 49' | Estádio: Albertão Público: 2 774 Árbitro: BA Emerson Souza Silva |  |

| 11 de fevereiro | Sousa           | 1 – 2          | Sport                                   | Sousa, PB                                                            |  |
| 21:30           | Diego Ceará 53' | Súmula Borderô | Lenny Lobato 7' · Rodrigo Atencio 90+2' | Estádio: Marizão Público: 3 374 Árbitro: CE Marcelo de Lima Henrique |  |

Rodada 4
| 18 de fevereiro | Ferroviário    | 1 – 0          | Altos | Fortaleza, CE                                                       |  |
| 21:30           | Allanzinho 75' | Súmula Borderô |       | Estádio: Presidente Vargas Público: 492 Árbitro: PE Deborah Cecilia |  |

| 19 de fevereiro | Sport | 5 – 0          | Moto Club | Recife, PE                                                                    |  |
| 19:00           | Chrystian Barletta 27' · Rodrigo Atencio 44' · Pablo 53' · Fabricio Domínguez 59' (pen) · Carlos Alberto 84' | Súmula Borderô |           | Estádio: Ilha do Retiro Público: 8 198 Árbitro: AL Márcio dos Santos Oliveira |  |

| 19 de fevereiro | CRB                                                          | 4 – 1          | Sousa      | Maceió, AL                                                           |  |
| 19:00           | Gegê 16' · Willian Bahia 36' · Nathan Melo 57' · Miranda 85' | Súmula Borderô | Uesles 61' | Estádio: Rei Pelé Público: 2 363 Árbitro: MA Paulo José Souza Mourão |  |

| 19 de fevereiro | Fortaleza              | 1 – 2          | Vitória                                       | Fortaleza, CE                                                                      |  |
| 21:30           | Juan Martín Lucero 39' | Súmula Borderô | Gustavo Mosquito 53' · Gabriel Baralhas 80' · | Estádio: Arena Castelão Público: 11 823 Árbitro: AL Denis da Silva Ribeiro Serafim |  |

Rodada 5
| 5 de março | Fortaleza                                                   | 4 – 0          | Ferroviário | Fortaleza, CE                                                                  |  |
| 19:00      | Moisés 2', 27' · Yago Pikachu 14' · Renato Kayzer 83' (pen) | Súmula Borderô |             | Estádio: Arena Castelão Público: 10 538 Árbitro: AL Márcio dos Santos Oliveira |  |

| 5 de março | Moto Club                                     | 3 – 1          | Sousa         | São Luís, MA                                                                             |  |
| 19:00      | Maurício Pinto 32' · Jean 40' · Rick Sena 59' | Súmula Borderô | Iranílson 71' | Estádio: Castelão Público: 232 Árbitro: CE Elizabete Esmeralda Cordeiro dos Santos Gomes |  |

| 5 de março | Vitória  | 1 – 1          | Altos        | Salvador, BA                                                   |  |
| 21:30      | Hugo 33' | Súmula Borderô | Rodrigão 81' | Estádio: Barradão Público: 7 850 Árbitro: CE Léo Simão Holanda |  |

| 5 de março | Sport                                  | 2 – 1          | CRB               | Recife, PE                                                                             |  |
| 21:30      | Lenny Lobato 29' · Sérgio Oliveira 37' | Súmula Borderô | Anselmo Ramon 32' | Estádio: Ilha do Retiro Público: 7 991 Árbitro: RN Leonílson Fernandes Trigueiro Filho |  |

Rodada 6
| 19 de março | Sousa         | 2 – 1          | Fortaleza         | Sousa, PB                                                        |  |
| 21:30       | Luan 30', 56' | Súmula Borderô | Kevin Andrade 32' | Estádio: Marizão Público: 1 726 Árbitro: MA Wallas Martins Lopes |  |

| 19 de março | Vitória       | 1 – 0          | Sport | Salvador, BA                                                             |  |
| 21:30       | Janderson 45' | Súmula Borderô |       | Estádio: Barradão Público: 9 770 Árbitro: PI Antônio Dib Moares de Souza |  |

| 20 de março | Altos              | 1 – 1          | Moto Club        | Teresina, PI                                                        |  |
| 19:00       | Leandro Amorim 78' | Súmula Borderô | Luís Gustavo 33' | Estádio: Albertão Público: 109 Árbitro: RN Tarcísio Flores da Silva |  |

| 21 de março | CRB              | 1 – 2          | Ferroviário   | Maceió, AL                                                            |  |
| 20:00       | Thiaguinho 90+3' | Súmula Borderô | Ciel 20', 66' | Estádio: Rei Pelé Público: 3 323 Árbitro: PE José Washington da Silva |  |

Rodada 7
| 26 de março | Ferroviário           | 2 – 0          | Sousa | Fortaleza, CE                                                                          |  |
| 21:30       | Allanzinho 20', 90+1' | Súmula Borderô |       | Estádio: Presidente Vargas Público: 926 Árbitro: BA Emerson Ricardo de Almeida Andrade |  |

| 26 de março | Sport | 0 – 1          | Altos              | Recife, PE                                                                           |  |
| 21:30       |       | Súmula Borderô | Jonathan 15' (pen) | Estádio: Ilha do Retiro Público: 6 007 Árbitro: RN José Magno Teixeira do Nascimento |  |

| 26 de março | Fortaleza | 0 – 1          | CRB                 | Fortaleza, CE                                                                             |  |
| 21:30       |           | Súmula Borderô | Anselmo Ramon 45+1' | Estádio: Arena Castelão Público: 6 989 Árbitro: PE Paulo Belence Alves dos Prazeres Filho |  |

| 26 de março | Moto Club | 1 – 1          | Vitória       | São Luís, MA                                                              |  |
| 21:30       | Yan 17'   | Súmula Borderô | Carlinhos 37' | Estádio: Castelão Público: 408 Árbitro: SE Fábio Augusto Santos Sá Júnior |  |

### Grupo B
| Pos | Equipe           | Pts | J | V | E | D | GP | GC | SG  | Classificado |     | BAH | CSA | CEA | CON | NAU | AMN | JZE | SAM |
| --- | ---------------- | --- | - | - | - | - | -- | -- | --- | ------------ | --- | --- | --- | --- | --- | --- | --- | --- | --- |
| 1   | Bahia            | 16  | 7 | 5 | 1 | 1 | 17 | 7  | +10 | Fase final   |     | —   |     | 3–2 |     | 3–1 | 5–1 |     | 4–0 |
| 2   | CSA              | 13  | 7 | 4 | 1 | 2 | 14 | 7  | +7  | Fase final   |     | 1–2 | —   |     | 2–1 | 4–1 |     |     | 4–0 |
| 3   | Ceará            | 13  | 7 | 4 | 1 | 2 | 9  | 6  | +3  | Fase final   |     |     | 1–0 | —   | 1–1 |     | 1–0 | 2–0 |     |
| 4   | Confiança        | 11  | 7 | 3 | 2 | 2 | 8  | 5  | +3  | Fase final   |     | 2–0 |     |     | —   | 1–0 |     |     | 2–0 |
| 5   | Náutico          | 8   | 7 | 2 | 2 | 3 | 5  | 9  | −4  |              |     |     |     | 1–0 |     | —   | 1–0 | 0–0 |     |
| 6   | América de Natal | 7   | 7 | 2 | 1 | 4 | 7  | 12 | −5  |              |     | 0–1 |     | 2–1 |     | —   | 2–1 |     |     |
| 7   | Juazeirense      | 7   | 7 | 1 | 4 | 2 | 4  | 6  | −2  |              | 0–0 | 2–2 |     | 0–0 |     |     | —   |     |     |
| 8   | Sampaio Corrêa   | 2   | 7 | 0 | 2 | 5 | 4  | 16 | −12 |              |     |     | 1–2 |     | 1–1 | 2–2 | 0–1 | —   |     |

### Confrontos
Rodada 1
| 21 de janeiro | CSA                | 2 – 1          | Confiança       | Maceió, AL                                                           |  |
| 21:30         | Igor Bahia 8', 13' | Súmula Borderô | Rodriguinho 20' | Estádio: Rei Pelé Público: 4 780 Árbitro: MA Paulo José Souza Mourão |  |

| 22 de janeiro | América de Natal                  | 2 – 1          | Juazeirense            | Natal, RN                                                                      |  |
| 19:00         | Guilherme Paraíba 35' · Ítalo 62' | Súmula Borderô | Guilherme Silveira 59' | Estádio: Arena das Dunas Público: 4 513 Árbitro: AL Wiomar Santana de Oliveira |  |

| 22 de janeiro | Náutico          | 1 – 0          | Ceará | Recife, PE                                                      |  |
| 21:30         | Paulo Sérgio 57' | Súmula Borderô |       | Estádio: Aflitos Público: 4 392 Árbitro: BA Emerson Souza Silva |  |

| 23 de janeiro | Bahia                                                                | 4 – 0          | Sampaio Corrêa | Salvador, BA                                                                      |  |
| 20:00         | Erick 13' · Luciano Rodríguez 45' · Alan James 55' · Erick Pulga 73' | Súmula Borderô |                | Estádio: Arena Fonte Nova Público: 30 463 Árbitro: PB Diego Roberto Souza de Melo |  |

Rodada 2
| 4 de fevereiro | Sampaio Corrêa           | 2 – 2          | América de Natal              | São Luís, MA                                                              |  |
| 19:00          | Alan James 1' · Cavi 53' | Súmula Borderô | Luidy 26' · Antônio Villa 46' | Estádio: Castelão Público: 361 Árbitro: SE Marcel Phillipe Santos Martins |  |

| 5 de fevereiro | Confiança           | 1 – 0          | Náutico | Aracaju, SE                                                                      |  |
| 19:00          | Breyner Barbosa 77' | Súmula Borderô |         | Estádio: Arena Batistão Público: 1 800 Árbitro: PB Douglas Magno de Melo Pereira |  |

| 5 de fevereiro | Juazeirense | 0 – 0          | Bahia | Juazeiro, BA                                                               |  |
| 19:00          |             | Súmula Borderô |       | Estádio: Adautão Público: 2 215 Árbitro: CE Luciano da Silva Miranda Filho |  |

| 5 de fevereiro | Ceará         | 1 – 0          | CSA | Fortaleza, CE                                                                           |  |
| 21:30          | Dieguinho 84' | Súmula Borderô |     | Estádio: Presidente Vargas Público: 9 187 Árbitro: RN José Magno Teixeira do Nascimento |  |

Rodada 3
| 12 de fevereiro | Ceará     | 1 – 1          | Confiança         | Fortaleza, CE                                                                  |  |
| 19:00           | Aylon 54' | Súmula Borderô | Luiz Otávio 45+2' | Estádio: Arena Castelão Público: 14 590 Árbitro: AL Wiomar Santana de Oliveira |  |

| 12 de fevereiro | Bahia                                                                    | 5 – 1          | América de Natal | Salvador, BA                                                                                 |  |
| 19:00           | Luciano Rodríguez 12' · Ademir 17' · Erick Pulga 25', 31' · Everaldo 77' | Súmula Borderô | Henrique 83'     | Estádio: Arena Fonte Nova Público: 24 029 Árbitro: PE Michelangelo Martins de Almeida Júnior |  |

| 12 de fevereiro | Náutico | 0 – 0          | Juazeirense | Recife, PE                                                                     |  |
| 21:30           |         | Súmula Borderô |             | Estádio: Aflitos Público: 2 918 Árbitro: PB Ruthyanna Camila Medeiros da Silva |  |

| 13 de fevereiro | CSA                                                       | 4 – 0          | Sampaio Corrêa | Maceió, AL                                                        |  |
| 19:00           | Guilherme Cachoeira 4' · Álvaro 54' · Igor Bahia 71', 80' | Súmula Borderô |                | Estádio: Rei Pelé Público: 4 060 Árbitro: BA Bruno Nogueira Prado |  |

Rodada 4
| 18 de fevereiro | América de Natal          | 2 – 1          | Confiança         | Natal, RN                                                                        |  |
| 19:00           | Thiaguinho 68' · Giva 70' | Súmula Borderô | Neto Oliveira 13' | Estádio: Arena das Dunas Público: 3 765 Árbitro: PB Afro Rocha de Carvalho Filho |  |

| 26 de fevereiro | Sampaio Corrêa | 0 – 1          | Juazeirense | São Luís, MA                                               |  |
| 19:00           |                | Súmula Borderô | Ceará 18'   | Estádio: Castelão Público: 345 Árbitro: SE Thayslane Costa |  |

| 26 de fevereiro | CSA                                                         | 4 – 1          | Náutico             | Maceió, AL                                                            |  |
| 21:30           | Guilherme Cachoeira 6', 25' · Tiago Marques 49' · Ramon 83' | Súmula Borderô | Samuel Otusanya 80' | Estádio: Rei Pelé Público: 4 026 Árbitro: RN Tarcisio Flores da Silva |  |

| 26 de março | Bahia                                  | 3 – 2          | Ceará                                 | Salvador, BA                                                                       |  |
| 19:00       | Luciano Rodriguez 28' · Erick 46', 63' | Súmula Borderô | Fernandinho 65' · Antonio Galeano 82' | Estádio: Arena Fonte Nova Público: 29 119 Árbitro: PB Afro Rocha de Carvalho Filho |  |

Rodada 5
| 6 de março | Ceará          | 1 – 0          | América de Natal | Fortaleza, CE                                                                    |  |
| 19:00      | Pedro Raul 27' | Súmula Borderô |                  | Estádio: Presidente Vargas Público: 10 765 Árbitro: BA Bruno Pereira Vasconcelos |  |

| 6 de março | Sampaio Corrêa | 1 – 1          | Náutico          | São Luís, MA                                                     |  |
| 19:00      | Alan James 11' | Súmula Borderô | Leandro Kauã 63' | Estádio: Castelão Público: 336 Árbitro: PI Diego da Silva Castro |  |

| 6 de março | Juazeirense                       | 2 – 2          | CSA                         | Juazeiro, BA                                                                     |  |
| 21:30      | Alex 37' · Guilherme Silveira 58' | Súmula Borderô | Brayann 14' · Klenisson 41' | Estádio: Adautão Público: 242 Árbitro: PE Paulo Belence Alves dos Prazeres Filho |  |

| 4 de junho | Confiança              | 2 – 0          | Bahia | Aracaju, SE                                            |  |
| 19:00      | Neto Oliveira 13', 60' | Súmula Borderô |       | Público: 3 385 Árbitro: PI Antônio Dib Moraes de Sousa |  |

Rodada 6
| 18 de março | Náutico           | 1 – 0          | América de Natal | Recife, PE                                                                 |  |
| 19:00       | Patrick Allan 44' | Súmula Borderô |                  | Estádio: Aflitos Público: 4 840 Árbitro: SE Fábio Augusto Santos Sá Júnior |  |

| 19 de março | CSA         | 1 – 2          | Bahia                         | Maceió, AL                                                                  |  |
| 19:00       | Brayann 71' | Súmula Borderô | Iago Borduchi 12' · Erick 24' | Estádio: Rei Pelé Público: 7 855 Árbitro: CE Luciano da Silva Miranda Filho |  |

| 19 de março | Ceará                    | 2 – 0          | Juazeirense | Fortaleza, CE                                                                  |  |
| 19:00       | Antonio Galeano 51', 83' | Súmula Borderô |             | Estádio: Arena Castelão Público: 11 591 Árbitro: MA Paulo José de Souza Mourão |  |

| 19 de março | Confiança                              | 2 – 0          | Sampaio Corrêa | Aracaju, SE                                                                           |  |
| 19:00       | Neto Oliveira 10' · Breiner Camilo 24' | Súmula Borderô |                | Estádio: Arena Batistão Público: 2 667 Árbitro: MA Ruthyanna Camila Medeiros da Silva |  |

Rodada 7
| 7 de junho | América de Natal | 0 – 1          | CSA                 | Natal, RN                                                                   |  |
| 17:30      |                  | Súmula Borderô | Tiago Marques 45+3' | Estádio: Arena das Dunas Público: 3 004 Árbitro: MA Paulo José Souza Mourão |  |

| 7 de junho | Juazeirense | 0 – 0          | Confiança | Juazeiro, BA                                                                     |  |
| 17:30      |             | Súmula Borderô |           | Estádio: Adautão Público: 158 Árbitro: PE Michelangelo Martins de Almeida Júnior |  |

| 7 de junho | Bahia                              | 3 – 1          | Náutico          | Salvador, BA                                                                         |  |
| 17:30      | Tiago 28', 57' · Michel Araújo 77' | Súmula Borderô | Bruno Mezenga 8' | Estádio: Arena Fonte Nova Público: 22 820 Árbitro: SE Fábio Augusto Santos Sá Júnior |  |

| 7 de junho | Sampaio Corrêa  | 1 – 2          | Ceará                                      | São Luís, MA                                                          |  |
| 17:30      | Alan Stence 50' | Súmula Borderô | Pedro Raul 77' (pen) · Antonio Galeano 83' | Estádio: Castelão Público: 1 494 Árbitro: RN Tarcisío Flores da Silva |  |

## Fase final
Em itálico, os times que possuem o mando de campo no primeiro jogo ou jogo único do confronto e em negrito os times classificados.
|  | Quartas de final | Quartas de final |       |  | Semifinais   | Semifinais   |  |  | Final             | Final             | Final             | Final             |  |  |
|  | 8 e 9 de julho   | 8 e 9 de julho   |       |  | 20 de agosto | 20 de agosto |  |  | 2 e 7 de setembro | 2 e 7 de setembro | 2 e 7 de setembro | 2 e 7 de setembro |  |  |
|  |                  |                  |       |  |              |              |  |  |                   |                   |                   |                   |  |  |
|  | CSA              | 2                |       |  |              |              |  |  |                   |                   |                   |                   |  |  |
|  | Ferroviário      | 1                |       |  |              |              |  |  |                   |                   |                   |                   |  |  |
|  | Ferroviário      | 1                | CSA   |  |              |              |  |  |                   |                   |                   |                   |  |  |
|  |                  |                  |       |  |              |              |  |  |                   |                   |                   |                   |  |  |
|  |                  | Confiança        |       |  |              |              |  |  |                   |                   |                   |                   |  |  |
|  | Vitória          | 0                |       |  |              |              |  |  |                   |                   |                   |                   |  |  |
|  | Vitória          | 0                |       |  |              |              |  |  |                   |                   |                   |                   |  |  |
|  | Confiança        | 1                |       |  |              |              |  |  |                   |                   |                   |                   |  |  |
|  | Confiança        | 1                |       |  |              |              |  |  |                   |                   |                   |                   |  |  |
|  |                  |                  |       |  |              |              |  |  |                   |                   |                   |                   |  |  |
|  |                  |                  |       |  |              |              |  |  |                   |                   |                   |                   |  |  |
|  | Bahia            | 2                |       |  |              |              |  |  |                   |                   |                   |                   |  |  |
|  | Bahia            | 2                |       |  |              |              |  |  |                   |                   |                   |                   |  |  |
|  | Fortaleza        | 1                |       |  |              |              |  |  |                   |                   |                   |                   |  |  |
|  | Fortaleza        | 1                | Bahia |  |              |              |  |  |                   |                   |                   |                   |  |  |
|  |                  |                  |       |  |              |              |  |  |                   |                   |                   |                   |  |  |
|  |                  | Ceará            |       |  |              |              |  |  |                   |                   |                   |                   |  |  |
|  | Sport            | 0 (2)            |       |  |              |              |  |  |                   |                   |                   |                   |  |  |
|  | Sport            | 0 (2)            |       |  |              |              |  |  |                   |                   |                   |                   |  |  |
|  | Ceará (pen)      | 0 (4)            |       |  |              |              |  |  |                   |                   |                   |                   |  |  |

## Cotas de premiação

### Por campanha
Cada clube participante da Copa do Nordeste 2025 tem direito a uma cota de premiação, que depende de sua campanha e de sua posição no ranking da CBF.
Os valores a que cada clube tem direito são os que seguem:
- Eliminados na 1ª fase da Pré-Copa do Nordeste: R$ 132 mil
- Eliminados na 2ª fase da Pré-Copa do Nordeste: R$ 198 mil
- Participação
  - Cota 1 (Fortaleza, Ceará, Bahia e Sport): R$ 3,52 milhões
  - Cota 2 (CRB, Vitória, CSA e Sampaio Corrêa): R$ 2,64 milhões
  - Cota 3 (Náutico, Confiança, Ferroviário e Altos): R$ 2,08 milhão
  - Cota 4 (América de Natal, Juazeirense, Moto Club e Sousa): R$ 1,32 milhão
- Campanha
  - Eliminados na Fase de Grupos: apenas o valor de participação
  - Classificação às Quartas de Final: R$ 550 mil
  - Classificação às Semifinais: R$ 770 mil
  - Vice-Campeão: R$ 1,42 milhão
  - Campeão: R$ 2,20 milhões

### Por clube
Clubes com *: ainda podem acumular premiações maiores.
| Pos. | Clubes              | Premiação |
| ---- | ------------------- | --------- |
| 1    | Bahia*              | 4,84      |
| 1    | Ceará*              | 4,84      |
| 3    | Fortaleza           | 4,07      |
| 3    | Sport               | 4,07      |
| 5    | CSA*                | 3,96      |
| 6    | Confiança*          | 3,40      |
| 7    | Vitória             | 3,19      |
| 8    | CRB                 | 2,64      |
| 8    | Sampaio Corrêa      | 2,64      |
| 10   | Ferroviário         | 2,63      |
| 11   | Altos               | 2,08      |
| 11   | Náutico             | 2,08      |
| 13   | América de Natal    | 1,32      |
| 13   | Juazeirense         | 1,32      |
| 13   | Moto Club           | 1,32      |
| 13   | Sousa               | 1,32      |
| 17   | ASA                 | 0,198     |
| 17   | Botafogo-PB         | 0,198     |
| 17   | Maracanã-CE         | 0,198     |
| 17   | Treze               | 0,198     |
| 21   | ABC                 | 0,132     |
| 21   | Barcelona de Ilhéus | 0,132     |
| 21   | Fluminense-PI       | 0,132     |
| 21   | Maranhão            | 0,132     |
| 21   | Retrô               | 0,132     |
| 21   | Santa Cruz          | 0,132     |
| 21   | Santa Cruz de Natal | 0,132     |
| 21   | Sergipe             | 0,132     |

## Classificação geral
A classificação geral dá prioridade ao time que avançou mais fases, e ao campeão, ainda que tenham menor pontuação.

## Estatísticas

### Artilharia
| Gols | Jogador         | Equipe    |
| ---- | --------------- | --------- |
| 4    | Allanzinho      | Fortaleza |
| 4    | Anselmo Ramon   | CRB       |
| 4    | Antonio Galeano | Ceará     |
| 4    | Erick           | Bahia     |
| 4    | Neto Oliveira   | Confiança |
| 4    | Igor Bahia      | CSA       |

### Maiores públicos
Estes são os dez maiores públicos do campeonato:
| Nº | Público | Mandante   | Placar | Visitante        | Estádio           | Data            | Etapa     | Ref.   |
| -- | ------- | ---------- | ------ | ---------------- | ----------------- | --------------- | --------- | ------ |
| 1  | 31 060  | Bahia      | 2–1    | Fortaleza        | Arena Fonte Nova  | 9 de julho      | Quartas   | [ 13 ] |
| 2  | 30 463  | Bahia      | 4–0    | Sampaio Corrêa   | Arena Fonte Nova  | 23 de janeiro   | 1ª rodada | [ 14 ] |
| 3  | 29 119  | Bahia      | 3–2    | Ceará            | Arena Fonte Nova  | 26 de março     | 4ª rodada | [ 15 ] |
| 4  | 24 029  | Bahia      | 5–1    | América de Natal | Arena Fonte Nova  | 12 de fevereiro | 3ª rodada | [ 16 ] |
| 5  | 23 285  | Sport      | 0–0    | Ceará            | Ilha do Retiro    | 9 de julho      | Quartas   | [ 17 ] |
| 6  | 22 820  | Bahia      | 3–1    | Náutico          | Arena Fonte Nova  | 7 de junho      | 7ª rodada | [ 18 ] |
| 7  | 19 518  | Santa Cruz | 1–2    | Treze            | Arruda            | 4 de janeiro    | 1ª fase   | [ 19 ] |
| 8  | 14 590  | Ceará      | 1–1    | Confiança        | Arena Castelão    | 12 de fevereiro | 3ª rodada | [ 20 ] |
| 9  | 13 883  | Fortaleza  | 2–0    | Moto Club        | Presidente Vargas | 23 de janeiro   | 1ª rodada | [ 21 ] |
| 10 | 11 823  | Fortaleza  | 1–2    | Vitória          | Arena Castelão    | 19 de fevereiro | 4ª rodada | [ 22 ] |

### Menores públicos
Estes são os dez menores públicos do campeonato:
| Nº | Público | Mandante       | Placar | Visitante     | Estádio             | Data            | Etapa     | Ref.   |
| -- | ------- | -------------- | ------ | ------------- | ------------------- | --------------- | --------- | ------ |
| 1  | 19      | Retrô          | 1–1    | Moto Club     | Arena de Pernambuco | 4 de janeiro    | 1ª fase   | [ 23 ] |
| 2  | 109     | Altos          | 1–1    | Moto Club     | Albertão            | 20 de março     | 6ª rodada | [ 24 ] |
| 3  | 157     | Altos          | 1–1    | CRB           | Albertão            | 5 de fevereiro  | 2ª rodada | [ 25 ] |
| 4  | 158     | Juazeirense    | 0–0    | Confiança     | Adautão             | 7 de junho      | 7ª rodada | [ 26 ] |
| 5  | 194     | Moto Club      | 1–1    | Ferroviário   | Castelão            | 5 de fevereiro  | 2ª rodada | [ 27 ] |
| 6  | 232     | Moto Club      | 3–1    | Sousa         | Castelão            | 5 de março      | 5ª rodada | [ 28 ] |
| 7  | 242     | Juazeirense    | 2–2    | CSA           | Adautão             | 6 de março      | 5ª rodada | [ 29 ] |
| 8  | 336     | Sampaio Corrêa | 1–1    | Náutico       | Castelão            | 6 de março      | 5ª rodada | [ 30 ] |
| 9  | 345     | Juazeirense    | 3–3    | Fluminense-PI | Adautão             | 4 de janeiro    | 1ª fase   | [ 31 ] |
| 9  | 345     | Sampaio Corrêa | 0–1    | Juazeirense   | Castelão            | 26 de fevereiro | 4ª rodada | [ 32 ] |

### Médias de público por clube
Estas são as médias de público dos clubes no campeonato. Considera-se apenas os jogos da equipe como mandante e o público pagante:
| Pos. | Equipe           | Média  | Total  | Mandos | Maior  | Menor  |
| ---- | ---------------- | ------ | ------ | ------ | ------ | ------ |
| 1    | Bahia            | 27 246 | 54 492 | 2      | 30 463 | 24 029 |
| 2    | Santa Cruz       | 19 518 | 19 518 | 1      | 19 518 | 19 518 |
| 3    | Fortaleza        | 12 853 | 25 706 | 2      | 13 883 | 11 823 |
| 4    | Ceará            | 11 889 | 23 777 | 2      | 14 590 | 9 187  |
| 5    | Sport            | 10 590 | 10 590 | 1      | 10 590 | 10 590 |
| 6    | Vitória          | 9 221  | 18 441 | 2      | 10 171 | 8 270  |
| 7    | ABC              | 4 695  | 4 695  | 1      | 4 695  | 4 695  |
| 8    | CSA              | 4 263  | 17 051 | 4      | 4 780  | 3 924  |
| 9    | América de Natal | 4 139  | 8 278  | 2      | 4 513  | 3 765  |
| 10   | Náutico          | 3 655  | 7 310  | 2      | 4 392  | 2 918  |
| 11   | CRB              | 2 910  | 8 731  | 3      | 3 862  | 2 363  |
| 12   | Botafogo-PB      | 2 298  | 4 595  | 2      | 2 352  | 2 243  |
| 13   | Sousa            | 2 268  | 4 536  | 2      | 3 374  | 1 162  |
| 14   | Sergipe          | 2 073  | 2 073  | 1      | 2 073  | 2 073  |
| 15   | Confiança        | 1 800  | 1 800  | 1      | 1 800  | 1 800  |
| 16   | Altos            | 1 466  | 2 931  | 2      | 2 774  | 157    |
| 17   | Ferroviário      | 1 023  | 4 093  | 4      | 1 343  | 492    |
| 18   | Juazeirense      | 998    | 2 994  | 3      | 2 215  | 345    |
| 19   | Sampaio Corrêa   | 361    | 361    | 1      | 361    | 361    |
| 20   | Moto Club        | 194    | 194    | 1      | 194    | 194    |
| 21   | Retrô            | 19     | 19     | 1      | 19     | 19     |

### Médias de público por estado
Estas são as médias de público por estado no campeonato. Considera-se apenas os jogos da equipe como mandante e o público pagante:
| Pos. | Equipe              | Média  | Total  | Mandos | Maior  | Menor |
| ---- | ------------------- | ------ | ------ | ------ | ------ | ----- |
| 1    | Bahia               | 10 847 | 75 927 | 7      | 30 463 | 345   |
| 2    | Pernambuco          | 7 487  | 37 437 | 5      | 19 518 | 19    |
| 3    | Ceará               | 6 697  | 53 576 | 8      | 14 590 | 492   |
| 4    | Rio Grande do Norte | 4 574  | 13 721 | 3      | 4 695  | 3 765 |
| 5    | Alagoas             | 3 683  | 25 782 | 7      | 4 780  | 2 363 |
| 6    | Paraíba             | 2 283  | 9 131  | 4      | 3 374  | 1 162 |
| 7    | Sergipe             | 1 937  | 3 873  | 2      | 2 073  | 1 800 |
| 8    | Piauí               | 1 466  | 2 931  | 2      | 2 774  | 157   |
| 9    | Maranhão            | 278    | 555    | 2      | 361    | 194   |

## Premiação
| Campeão do Nordeste de 2025    |
| ------------------------------ |
| A definir Campeão (?.º título) |